# 茁劇場—滴水的推理書屋
《茁劇場—滴水的推理書屋》（英語：The Leaking Bookstore）為MyVideo、公視共同監製之《茁劇場》系列的第一部作品，於2021年8月20日舉行開鏡儀式，並於同年10月26日正式殺青；由台灣大哥大MyVideo、拙八郎創意執行股份有限公司、樂到家股份有限公司、貝殼放大出品，三禾行銷、加貝整合行銷擔任行銷團隊。本劇改編自作家臥斧的原著小說《FIX》，由廖士涵執導，羅宏正、李沐、陳婉婷、黃河、林映彤、管翊君主演，2022年6月25日於第24屆台北電影節首映，播出前兩集。2022年8月6日在公視與MyVideo首播，8月7日台視與MOD/HamiVideo播出，8月8日 LINE TV 開播 。全劇平均收視率0.25。

## 播出時間

### 首播
| 頻道       | 所在地 | 播出日期     | 播出時間             | 備註                 |
| 公視       | 臺灣   | 2022年8月6日 | 每週六 21:00 - 23:00 |                      |
| MyVideo    | 臺灣   | 2022年8月6日 | 每週六 21:00上架     | 前兩集免費觀看       |
| 台視主頻   | 臺灣   | 2022年8月7日 | 每週日 22:00 - 23:00 |                      |
| Hami Video | 臺灣   | 2022年8月7日 | 每週日 20:00上架     | 非會員免費觀看第一集 |
| LINE TV    | 臺灣   | 2022年8月8日 | 每週一 23:00上架     | 非會員免費觀看前兩集 |

## 劇情簡介
檢察事務官穆青追查一宗疑似偽裝成自殺的案件，發現與推理小說的內容極為相似。城市另一角，偵探書屋店長辰緯被捲入殺人案，三個好友看似挺力相助，卻各有秘密。在穆青的追查下，表面看似無關的事件，最終指向他們隱晦的過去...

## 演員列表

### 主要演員
| 演員   | 角色   | 介紹 | 登場集數 |
| 羅宏正 | 高辰緯 | 經營推理文學主題的書店「偵探書屋」，熱衷刑案推理，從大學起就是推理社社長，除了自己寫推理小說之外，也定期在臉書上直播探討懸案的節目，以及主持探討推理主題與文學的podcast。                                            | 1－10    |
| 李沐   | 林穆青 | 地檢署的菜鳥檢察事務官，聰明機警，辦案思維靈活但不會察言觀色。平時喜歡讀推理小說。在發現推理書屋與凶殺案之間的關聯後，深入調查推理社四人，認為兇手就在他們之中。                                                     | 1－10    |
| 陳婉婷 | 溫子晏 | 綽號雁子，社工師，大學時代加入推理社，畢業後仍積極參與學長高辰緯的推理主題的聚會；學生時期與鍾允文是同屆同學，目前住在鍾允文家中，屬於室友兼任閨蜜關係。在負責受虐兒童個案中，漸漸對案主紀君廷產生好感。             | 1－10    |
| 黃河   | 鍾允文 | 臨床心理師，大學時代加入推理社，畢業後仍積極參與學長高辰緯的推理主題的聚會，與同屆同學雁子感情很好。他害怕自己私底下性別認同和變裝的事情被公開却遭陈景鹏性侵。                                                       | 1－10    |
| 林映彤 | 張亭嵐 | 綽號小嵐，在社區藥局擔任藥師，文靜乖巧、溫柔體貼。與正在上大學的弟弟同住。大學時代加入推理社，畢業後仍積極參與學長高辰緯的推理主題的聚會，身為年紀最小的成員，在聚會中雖然發言不多，卻是個很好的聆聽者。筆名是馬羅。 | 1－10    |
| 管翊君 | 紀君廷 | 因涉嫌未成年人妨害性自主案而緩刑中的男子，寧寧媽的前同居人，原本擔任健身房教練，後轉任物流大貨車司機。對寧寧的社工師溫子晏漸漸有好感進而開始約會。對於性侵案真相似乎有所隱瞞，他同時私底下也有不能夠公開的勾當。     | 2－10    |

### 次要演員
| 演員     | 角色   | 介紹 | 登場集數       |
| 樊光耀   | 顧裕宏 | 浩育精工董事長，因持有兒童色情照片案而被轉介到鍾允文做治療，                                                 | 4, 6－10       |
| 陳季霞   | 綺蕙   | 地檢署的資深書記官，受林穆青爸爸之託而特別照顧穆青。                                                         | 1－5, 7        |
| 徐詣帆   | 陳景鵬 | 因涉未成年人妨害性自主案而假釋中的男子，個性惡劣，利用鍾允文手機中照片對他威脅並性侵害他，後突然死於海灘上。 | 1, 3－5, 10    |
| 陳俊甫   | 陳生厚 | 因涉未成年人妨害性自主案而假釋中的男子，因食用摻有毒藥的蛋糕而死於家中。                                     | 1, 10          |
| 吳翰林   | 張志鴻 | 張亭嵐的弟弟，有吸毒前科，姐姐對於他總是跟不良份子接觸而感到憂心。                                           | 2－10          |
| 李冠毅   | 郭俊毅 | 因涉未成年人妨害性自主案而假釋中的男子，郭中仁的兒子，假釋後積極拉張志鴻一起去找當初控告他的前女友算帳。     | 2, 4－8        |
| 范姜泰基 | 楊檢   | 地檢署資深的檢察官，林穆青的上司，對於她屢次想要調查已結案的案件感到不滿。                                   | 1, 2, 5        |
| 王嵐申   | 郭中仁 | 計程車司機，原本為員警，因被記兩大過而遭免職，郭俊毅父親。突然被殺害於魚塭旁的車內。                         | 1, 2, 5, 8, 10 |

### 其他演員
| 演員   | 角色     | 介紹                                             | 登場集數      |
| 李欣穎 | 寧寧外婆 |                                                  | 3             |
| 陳昭妃 | 寧寧     |                                                  | 2－4, 8       |
| 薛緹縈 | Sandy    |                                                  |               |
| 葛丞   | 李仲元   | 林穆青的同學，鑑識人員                           | 1, 4(聲音), 6 |
| 李得全 | 同事     |                                                  |               |
| 楊永維 | 警察     |                                                  | 1, 2          |
| 彭義   | 工寮老人 |                                                  |               |
| 周儷玲 | 陸嫂     |                                                  |               |
| 林玉山 | 警察     | 陳景鵬案的警察。                                 |               |
| 李國禎 | 刑警     | 陳生厚案的刑警。                                 | 1             |
| 劉昌翰 | 法醫     |                                                  | 2             |
| 羅宏任 | 穆青組長 | 林穆青的組長。                                   |               |
| 温慶禹 | 朱學進   | 小朱，學生時期為推理社的成員，銘仁大學行政人員。 | 4, 5, 9       |
| 王瑋鍾 | 小芬     |                                                  |               |
| 邱德洋 | 志鴻律師 | 張志鴻的代理人。                                 | 8             |
| 康祿祺 | 卓勝佑   | 紀君廷的老闆                                     |               |
| 張劭宇 | 藥局店長 |                                                  | 4, 6, 8, 9    |
| 劉宇昕 | 搭訕男子 |                                                  | 2             |
| 簡漢宗 | 檢察官   |                                                  |               |
| 馬瑞鴻 | 所長     |                                                  |               |
| 吳怡臻 | 小嵐媽   | 張亭嵐的媽媽。                                   | 8－10         |
| 童毅軍 | 小嵐爸   | 張亭嵐的爸爸。                                   | 8, 10         |
| 鎮萬鈞 | 工讀生   |                                                  | 9             |
| 楊智皓 | 少年     |                                                  | 9             |
| 管謹宗 | 辰緯爸   | 高辰緯的爸爸。                                   | 10            |
| 張長順 | 小楊     |                                                  |               |

### 客串演員
| 演員   | 角色     | 介紹                                                                                               | 登場集數    |
| 葉辰莛 | 小琪     | |             |
| 連俞涵 | 張靚羽   | 大學時期為推理社成員，以華森為筆名撰寫推理小說而獲獎。張亭嵐和張志鴻的大姐，高辰緯的前女友。       | 10          |
| 李淑楨 | 寧寧媽   | 寧寧的媽媽，有心理疾病，指控前男友紀君廷性侵自己的女兒寧寧，卻仍不時回頭去紀君廷家找他。           | 2, 3, 6－8  |
| 今子嫣 | 允文媽   | 鍾允文的媽媽                                                                                       | 2, 4, 6－10 |
| 高伊玲 | 邱檢     | 地檢署的檢察官，懷孕中，接任林穆青的上司，相信穆青懷疑多起案件彼此有關聯，將案件交由穆青負責調查。 | 7, 10       |
| 陳文彬 | 林奉義   | 林穆青的爸爸，退休警察                                                                             | 1, 2, 5     |
| 莫愛芳 | 外籍移工 | 因拍到可疑對象的影片而幫助到林穆青調查的路邊移工。                                                 | 4, 5, 10    |
| 劉國劭 | 駭客同學 | 多次受鍾允文委託調查                                                                               | 2, 6        |

## 電視劇歌曲
| 曲別   | 歌名           | 演唱者 | 作詞 | 作曲 | 編曲         | 製作人 |
| 片尾曲 | 我永遠都不夠好 | 法蘭   | 法蘭 | 法蘭 | 法蘭、蔡昇晏 | 蔡昇晏 |

## 分集
| 總集數 | 集數 （季） | 標題                     | 首播日期      | 收視率 |
| ------ | ----------- | ------------------------ | ------------- | ------ |
| 1      | 第一章      | 裡面也在漏水了           | 2022年8月6日  | 待定   |
| 2      | 第二章      | 你們昨晚離開書屋去了哪裡 | 2022年8月6日  | 待定   |
| 3      | 第三章      | 我會找出那個人是誰       | 2022年8月13日 | 待定   |
| 4      | 第四章      | 那邊有鬼                 | 2022年8月13日 | 待定   |
| 5      | 第五章      | 這不可能是巧合           | 2022年8月20日 | 待定   |
| 6      | 第六章      | 你好好談你的戀愛就好了   | 2022年8月20日 | 待定   |
| 7      | 第七章      | 我會幫你保密的           | 2022年8月27日 | 待定   |
| 8      | 第八章      | 我看到那個人是誰了       | 2022年8月27日 | 待定   |
| 9      | 第九章      | 回到一開始案發的地方     | 2022年9月3日  | 待定   |
| 10     | 第十章      | 玫瑰的名字               | 2022年9月3日  | 待定   |

## 拍攝與取景
本劇主場景推理書屋為臺中市田樂公正小巷店搭景拍攝。

| - 西區 台中地方法院舊宿舍群 - 北區 中央公有零售市場 - 北區 英才婦幼館 - 北區 基督救恩之光教會 - 豐原區 豐原原議政大樓 - 豐原區 台中地方法院豐原簡易庭 - 大甲區 日南派出所 |

## 工作人員列表

### 製作團隊
- 出　品：台灣大哥大MyVideo、拙八郎創意執行股份有限公司
- 出品人：林之晨、王明台、徐輔軍
- 聯合出品：有戲娛樂股份有限公司、貝殼放大股份有限公司
- 聯合出品人：朱漢光
- 監　製：王小棣、李芃君
- 共同監製：邵珮如、郝柏翔、莊啟祥、林大涵、廖薏淳
- 製作人：安哲毅
- 前期製作人：吳宗瀚
- 執行製作人：陳怡樺、陳毅軒
- 原著小說：臥斧《FIX》
- 編　劇：丁虹宇
- 編劇統籌：王小棣
- 攝影指導：李鳴
- 燈光指導：陳冠廷
- 美術指導：吳正瀚、蔡珮玲
- 造型指導：潘倫琳
- 剪接師：劉凱靜
- 音樂總監：Y.C.H、Jerry Yu
- 聲音設計：余政憲
- 內容規劃：周令惠、王御安
- 行銷宣傳：楊家齡、鍾仁智、黃俊庭
- 導　演：廖士涵
- 第一副導：吳孟糖
- 第二副導：盧妍樺
- 後期導演：陳定寧
- 助理導演：鄭宇軒
- 場　記：陳婕妤
- 表演指導：陳雪甄
- 選角經理：童筠婷
- 選角執行：楊盿雅
- 選角助理：謝毅霖、林沂斈
- 製作公司：用力拍電影有限公司
- 專案製片：潘采辰
- 執行製片：陳昱齊
- 現場執行製片：周盈秀
- 現場製片：蔡孟言
- 生活製片：藍品彣
- 防疫製片：陳子絨
- 製片助理：董安平、許文譯、劉家欣、呂仕寬
- 場景經理：張溫政
- 場景協調：李杰霖、蔡欣頤、林振弘、邱全祥
- 製片實習生：黃均叡、梁育銘
- 攝影師：蔡宗哲
- 跟焦師：吳宗利、陳威德、陳宇軒、范振浩
- 攝影助理：柯奕甫、陳群智、游世楓
- 攝影實習生：詹漢清
- 空拍攝影師：陳毅軒
- 劇照師：李羽涵
- 代班燈光師：曾凱倫
- 燈光大助：黃政澔、董安平
- 燈光助理：姚宇鴻、熊浩澤
- 燈光組實習生：郭志鴻、林世承、黃至良
- 錄音師：傅宥宏
- 收音師：劉巧希、許菀容、王暐翔
- 錄音助理：李佳穎、陳宏信、游宗憲
- 場務領班：陳人誌
- 場務助理：江昀翰、張聖聰
- 美術執行：王家瑜、黃迪諾、陳承輝
- 陳設執行：林吟璇
- 陳設助理：吳彥睿、鄭宇芯
- 美術助理：沈昌緯、林佳慧、王珮蓉、蕭靖宇
- 現場美術：林后珉
- 現場美術助理：林威君、陳宜蓁、吳家心
- 平面美術：胡家齊
- 美術會計：陳雅渝
- 美術組實習生：郭芊佑、陳沛涵
- 造型助理：李怡慧
- 服裝執行：蘇柔慈
- 服裝管理：李婕瑜
- 造型協力：高小薇
- 化妝師：林培莉
- 髮型師：韓美珍
- 特化指導：王嘉瑩
- 特化助理：徐永青
- 動作指導：黑羽影像工作室、楊志龍
- 火效組：光圈映像有限公司
- 特技組：黑影特技工作室
- 飛車特技統籌：朱科豐
- 車拍技術統籌：黃世典
- 飛車特技車手：李孝偵、李杰杰
- 小提琴指導：陳奕勇
- 調光師：余婉慈
- 特效師：高巧蓉
- 後期製片：林家駒、鄧偉毅
- 後期助理：古鎮豪、童盈恩、陳柔安
- 檔案管理：古鎮豪
- 作曲配樂：余政憲
- 編曲協力：徐儀芳
- 歌劇（亞瑟王）：King Arthur
- 聲樂演唱：聶焱庠
- 弦樂演奏：鳳鳴愛樂弦樂團
- 錄音室：王成戲院錄音室
- 原聲帶發行：好有感覺音樂
- 數位發行：Packer派歌
- 聲音後期製作公司：杰瑞音樂有限公司
- 對白處理：李明哲
- 音樂剪輯：吳知穎
- Foley擬音：陳逸萱
- 片頭音樂：余政憲
- 環繞混音：余政憲
- 茁劇場動態設計：查理小姐
- 主視覺設計：林育全
- 片名設計：鄭烜勛、洪家榮
- 片名動畫：蘇敬堯
- 花絮剪輯：鄧兆良、博觀影像有限公司
- 側拍師：陳郁潔、沐蔗影像製作工作室
- 預告剪輯師：曾鈺婷
- 片頭尾設計：劉凱靜、陳柔安、古鎮豪
- 發行顧問：廖健行
- 行銷公司：三禾行銷、加貝整合行銷
- 行銷統籌：張正芬
- 公關宣傳：李筱雯
- 行銷企劃：鄭淇方、張嘉芬
- 行銷執行：劉芝婷
- 社群行銷：林謙妮
- 專案經理：英圃華
- 專案副理：翁翊軒
- 側宣企劃：袁嘉騎騎
- 財務長：許芸禎
- 經紀部主管：洪倩玉
- 營運助理：林泓志、林虹君
- 教學主任：黃詩涵
- 教學助理：何欣芸
- 執行經紀：王瑞儀

## 書籍
- 《FIX（新版）》，作者：臥斧，出版社：春山出版，出版日期：2022年5月3日，ISBN 9786269585960。
- 《滴水的推理書屋：影像創作紀實》，作者：拙八郎創意執行股份有限公司，出版社：尖端出版，出版日期：2022年9月6日，ISBN 9786263383876。

## 獎項紀錄

### 金鐘獎
| 年份 | 頒獎單位     | 獎項名稱                   | 入圍者                    | 結果 |
| ---- | ------------ | -------------------------- | ------------------------- | ---- |
| 2023 | 第58屆金鐘獎 | 迷你劇集獎                 | 《茁劇場—滴水的推理書屋》 | 提名 |
| 2023 | 第58屆金鐘獎 | 迷你劇集／電視電影男配角獎 | 黃河                      | 提名 |
| 2023 | 第58屆金鐘獎 | 戲劇類節目燈光獎           | 陳冠廷                    | 提名 |

## 外部連結
- 台視官方網站
- 公視官方網站
- 茁劇場的Facebook專頁

| 臺灣 公視主頻 每週六 21:00 - 23:00              | 臺灣 公視主頻 每週六 21:00 - 23:00                   | 臺灣 公視主頻 每週六 21:00 - 23:00 |
| ----------------------------------------------- | ---------------------------------------------------- | ---------------------------------- |
|                                                 | 茁劇場—滴水的推理書屋 （2022年8月6日－2022年9月3日） |                                    |
| 斯卡羅（重播） （2022年6月25日－2022年7月30日） | 茁劇場—走過愛的蠻荒 （2022年9月10日－2022年9月24日） |                                    |

| 臺灣 台視主頻 每週日 22:00 - 23:00                                                           | 臺灣 台視主頻 每週日 22:00 - 23:00                     | 臺灣 台視主頻 每週日 22:00 - 23:00 |
| -------------------------------------------------------------------------------------------- | ------------------------------------------------------ | ---------------------------------- |
|                                                                                              | 茁劇場—滴水的推理書屋 （2022年8月7日－2022年10月9日）  |                                    |
| 逆局 （2021年10月24日－2022年3月27日）60週年龍兄虎弟經典再現 （2022年4月3日－2022年7月31日） | 茁劇場—走過愛的蠻荒 （2022年10月16日－2022年11月20日） |                                    |